# El nuevo fantomas
El nuevo fantomas (o Phantom por su título original en alemán) es una película muda dirigida por F.W. Murnau estrenada el 10 de noviembre de 1922 en Düsseldorf y rodada durante los meses de mayo y septiembre de 1922.

## Argumento
En una aldea de montaña, y a petición de su esposa, el ex presidiario Lorenz Lubota escribe la historia de su vida. Era un modesto empleado del Ayuntamiento de Breslau, sumido entre legajos y entregado a la creación de versos para sí mismo hasta el día en que Veronika Harlan lo enloqueció de amor al verla, corrió tras de ella hasta las puertas de su rica mansión y, al volver a la propia, diose cuenta por primera vez de la pobreza en que vivía.

## Reparto
- Alfred Abel: Lorenz Lubota
- Frida Richard: Lubotas Mutter / Madre de Lubota(Frieda Richard)
- Aud Egede-Nissen: Melanie Lubota
- Hans Heinrich von Twardowski: Hugo Lubota
- Adolf Klein: Eisenwarenhändler Harlan
- Olga Engl: Harlans Frau /esposa de Harlan
- Lya De Putti: Veronika Harlan / Mellitta (Lya de Putti)
- Ilka Grüning: Baron / Baronesa
- Grete Berger: Pfandleiherin Schwabe / Pawnbroker Schwabe
- Anton Edthofer: Wigottschinski
- Karl Etlinger: Buchbinder Starke / Bookbinder Starke (Karl Ettlinger)
- Lil Dagover: Marie Starke
- Heinrich Witte: Amtsdiener / Recepcionista